# گمینا وانگتسوت
گمینا وانگتسوت (به لهستانی:  Gmina Łańcut) یک گمینا در لهستان است که در شهرستان وانگتسوت واقع شده‌است. گمینا وانگتسوت ۱۰۶٫۶۵ کیلومتر مربع مساحت و ۲۱٬۱۰۸ نفر جمعیت دارد.